# Stefan Krawielicki
Stefan Rudolf Krawielicki (* 13. Mai 1956 in Luxemburg) ist ein deutscher Diplomat im Ruhestand. Er war zuletzt von 2019 bis 2022 Botschafter in Neuseeland. Dort umfasste sein Amtsbezirk neben Neuseeland auch die Cookinseln, Fidschi, Kiribati, Niue, Samoa, Tonga und Tuvalu.

## Leben und Wirken
Krawielicki besuchte zwischen 1962 und 1974 die Europäische Schule in Luxemburg und legte dort 1974 das Europäische Abitur ab. Im Anschluss begann er 1974 ein Studium der Rechtswissenschaften an der Eberhard Karls Universität Tübingen, das er mit dem Ersten juristischen Staatsexamen abschloss. Nach seinem Rechtsreferendariat in Lübeck legte er 1985 das Zweite juristische Staatsexamen ab und ließ sich danach von 1985 bis 1986 als Rechtsanwalt in Paris nieder. 1987 trat er seinen Vorbereitungsdienst für den höheren Auswärtigen Dienst an und fand nach Beendigung der Attachéausbildung 1988 zunächst Verwendung als Referent für Ausländer- und Visumrecht in der Rechtsabteilung des Auswärtigen Amts in Bonn. Daraufhin war er 1990–1993 Rechts- und Konsularreferent sowie Protokollreferent an der Botschaft in Portugal sowie im Anschluss 1993–1996 Referent in der Personalabteilung des Auswärtigen Amts in Bonn.
Danach fungierte Krawielicki 1996–2000 als Leiter der Wirtschaftsabteilung an der Botschaft Riad (Saudi-Arabien) sowie 2000–2001 als Referent für Osteuropa, Russland und GUS in der Wirtschaftsabteilung des Auswärtigen Amts in Berlin. Im Anschluss war er 2001–2005 als stellvertretender Leiter des Referats Deutsch-Französische Kulturbeziehungen in der Kultur- und Bildungsabteilung des Auswärtigen Amts in Berlin sowie 2005–2008 als Leiter der Rechts- und Konsularabteilung an der Botschaft Paris (Frankreich). Nach seiner Rückkehr war er 2008–2011 Leiter des Referats 605 (Deutsche Auslandsschulen, Jugend und Sport) in der Kulturabteilung des Auswärtigen Amts in Berlin und anschließend 2011–2015 Ständiger Vertreter des Botschafters in Wien (Österreich), ehe er 2015–2016 Ständiger Vertreter des Leiters der Ständigen Vertretung der Bundesrepublik Deutschland bei der UNESCO in Paris war.
Im Juli 2016 wurde Krawielecki Nachfolger von Michael Worbs als Botschafter und Leiter der Ständigen Vertretung der Bundesrepublik Deutschland bei der UNESCO in Paris. In diese Dienstzeit fiel u. a. 2018 die Aufnahme des Naumburger Doms in das UNESCO-Welterbe.
Im August 2019 wurde er Deutscher Botschafter in Neuseeland mit Amtssitz in Wellington und verblieb dort bis zum Eintritt in den Ruhestand 2022. In seine Dienstzeit als Botschafter in Neuseeland fiel u. a. 2020 die Rückgabe von Mumienköpfen neuseeländischer Ur-Einwohner. Die Köpfe waren lange in Ethnologischen Museen in Berlin und in der Universität Göttingen aufbewahrt worden.
Stefan Krawielicki ist verheiratet und Vater von zwei Kindern.